# Ansignan
Ansignan – miejscowość i gmina we Francji, w regionie Oksytania, w departamencie Pireneje Wschodnie. Przez miejscowość przepływa rzeka Agly.
Według danych na rok 1990 gminę zamieszkiwały 212 osoby, a gęstość zaludnienia wynosiła 27 osób/km² (wśród 1545 gmin Langwedocji-Roussillon Ansignan plasuje się na 699. miejscu pod względem liczby ludności, natomiast pod względem powierzchni na miejscu 865.).

## Zabytki
Zabytki w Ansignan posiadające status Monument historique:
- akwedukt (Pont-aqueduc d'Ansignan)

## Populacja

Populacja Ansignan w latach 1962–2008